# کاردانولید
کاردانولید (به انگلیسی: Cardanolide) با فرمول شیمیایی C۲۳H۳۶O۲ و وزن مولکولی ۳۴۴۵۳۱ از خانواده استروئیدها است.